# Miss Reality
Miss Reality (Really Me) è una sitcom canadese trasmessa in Canada sul canale Family Channel. La prima stagione, annunciata a gennaio 2011, è andata in onda dal 26 marzo 2011 al 23 marzo 2012. A giugno 2011 la serie è stata rinnovata per una seconda stagione, che è andata in onda su Family Channel a partire dal 5 ottobre 2012. In Italia la serie è stata trasmessa in prima visione assoluta dal 27 agosto 2012 al 12 settembre 2012 su Frisbee.

## Trama
La quindicenne Maddy Cooper vince la possibilità di avere un proprio reality show, Miss Reality, insieme alla sua migliore amica Julia Wilson. Insieme ne combinano di tutti i colori.

## Personaggi
- Maddy Cooper (stagioni 1-2), interpretata da Sydney Imbeau, doppiata da Joy Saltarelli.
È una quindicenne ottimista che vince un reality show tutto suo. Come la maggior parte delle sue coetanee, sogna di uscire con un ragazzo carino e divertirsi con gli amici.
- Julia Wilson (stagioni 1-2), interpretata da Kiana Madeira, doppiata da Ludovica Bebi.
La migliore amica di Maddy, la sostiene sempre qualunque cosa accada. Ha una cotta per il fratello dell'amica, Brody, ma lui non lo sa; esce comunque anche con altri ragazzi.
- Brody Cooper (stagioni 1-2), interpretato da Wesley Morgan, doppiato da Davide Perino.
Il fratello maggiore di Maddy, ama la fama. È un atleta popolare ed è il capitano delle quattro squadre sportive della scuola, ma nonostante questo poche ragazze sono interessate a lui. Pensa sempre a mangiare e a conquistare le ragazze.
- Clarke Cooper (stagioni 1-2), interpretato da Azer Greco, doppiato da Tito Marteddu.
Il fratellino di Maddy, ha otto anni ed è molto intelligente, tanto da essere avanti di tre classi a scuola. È il migliore amico di Feldman, è sempre attento a tutto e non sottovaluta neanche il più piccolo particolare; gli piace Julia.
- Ray Cooper (stagioni 1-2), interpretato da Neil Crone, doppiato da Fabrizio Vidale.
Il padre di Maddy, un tempo era un giocatore di hockey professionista. Anche lui è ossessionato dal cibo.
- Charlene (stagioni 1-2), interpretata da Heather Hanson, doppiata da Laura Boccanera.
È la produttrice della rete televisiva che trasmette Miss Reality. Mangia sempre, è spesso stressata e urla al telefono; vuole sempre che gli ascolti siano alti, ma nonostante ciò vuole bene a Maddy come a una figlia, anche se spesso per ricevere più ascolti la ridicolizza davanti a centinaia di telecamere.
- DJ (stagioni 1-2), interpretato da Mike Lobel, doppiato da Luigi Morville.
Appena uscito dalla scuola di cinema, è il cameraman. Porta sempre un cappello ed è goloso; anche se Charlene lo tratta male, lui le vuole bene.
- Feldman (stagioni 1-2), interpretato da Jon Steinberg.
Il tecnico del reality, è un uomo strano molto amico di Clarke. Ha un debole per le torte al cioccolato.
- Tiara Turner (stagioni 1-2), interpretata da Cristine Prosperi, doppiata da Claudia Scarpa.
Compagna di classe di Maddy, è ricca e snob, e crede di essere la più popolare della scuola. Ogni volta che lei e Maddy s'incontrano, litigano.
- Newton Gormley (stagioni 1-2), interpretato da Eddie Max Huband, doppiato da Alessio Puccio.
Compagno di classe di Maddy, è il cervellone della scuola. Crea ogni giorno nuove invenzioni ed è innamorato di Julia.

## Episodi
La sigla della sitcom è Story Of My Life, ma nell'adattamento italiano è completamente diversa rispetto a quella originale.
| Stagione         | Episodi | Prima TV Canada | Prima TV Italia |
| ---------------- | ------- | --------------- | --------------- |
| Prima stagione   | 13      | 2011-2012       | 2012            |
| Seconda stagione | 13      | 2012            | 2012            |